# Forges-les-Eaux
Forges-les-Eaux è un ex comune francese di 3 756 abitanti situato nel dipartimento della Senna Marittima nella regione della Normandia. Il 1º gennaio 2016 è stato fuso con il comune di Le Fossé formando un nuovo comune denominato ancora Forges-les-Eaux. È una nota stazione termale, l'unica dell'Alta Normandia, e sede di un casinò, la seconda più vicina a Parigi dopo Enghien-les-Bains.

## Società

### Evoluzione demografica
Abitanti censiti